# سیارک ۲۲۵۵۳
سیارک ۲۲۵۵۳ (به انگلیسی: 22553 Yisun، نامگذاری:1998FS116) بیست و دو هزار و پانصد و پنجاه و سومین سیارک کشف شده‌است که در ۳۱ مارس ۱۹۹۸ کشف شد.
قدر مطلق سیارک برابر ۱۱.۲ است.